# Viburnum trabeculosum
Viburnum trabeculosum är en desmeknoppsväxtart som beskrevs av Cheng Yih Wu. Viburnum trabeculosum ingår i släktet olvonsläktet, och familjen desmeknoppsväxter. Inga underarter finns listade i Catalogue of Life.